# ریچارد گرستل
ریچارد گرستل (به انگلیسی: Richard Gerstl) (۱۴ سپتامبر ۱۸۸۳–۴ نوامبر ۱۹۰۸) یک نقاش و طراح اتریشی بود که به خاطر پرتره‌های رسا از نظر روانشناختی، عدم تحسین منتقدان در طول زندگی اش و رابطه اش با همسر آرنولد شونبرگ که منجر به خودکشی شد، مشهور بود.
ریچارد گرستل در یک خانواده مدنی مرفه از امیل گرستل، تاجر یهودی و ماریا فایفر، زن غیر یهودی متولد شد.
گرستل در اوایل زندگی خود تصمیم گرفت که هنرمند شود و این باعث ناراحتی پدرش شد. پس از عملکرد ضعیف در مدرسه و مجبور به ترک "Piaristengymnasium" معروف در وین شد و در نتیجه "مشکلات انضباطی"، والدین باثبات مالی برای او معلم خصوصی اختصاص دادند. در ۱۸۹۸، در سن پانزده سالگی، گرستل در آکادمی هنرهای زیبای وین پذیرفته شد و در آنجا تحت نظر مسیحیان مشهور و سخت گیر مانند کریستین گریپنکرل تحصیل کرد. گرستل سبک جدایی وین و آنچه را که احساس می‌کرد هنر تظاهرآمیز است، رد کرد.
گرستل که از عدم پذیرش سبک نقاشی غیر تفکیکی خود ناامید شده بود، به مدت دو سال بدون هیچ گونه راهنمایی رسمی به نقاشی ادامه داد. در تابستانهای ۱۹۰۰ و ۱۹۰۱، گرستل تحت راهنمایی شیمون هولوشی در بایا ماره تحصیل کرد. گرستل با الهام از گرایش‌های لیبرال تر هاینریش لفلر، بار دیگر اقدام به آموزش رسمی کرد. متأسفانه، امتناع وی از شرکت در راهپیمایی به افتخار امپراتور فرانتس یوزف یکم، او را بیشتر محروم کرد و منجر به رفتن او شد. گرستل احساس کرد که شرکت در چنین رویدادی «شایسته یک هنرمند» نیست. خروج نهایی او از استودیوی لفلر در سال ۱۹۰۸ انجام شد.
در ۱۹۰۴ و ۱۹۰۵، گرستل استودیویی را با همکلاسی و دوست سابق آکادمی خود، ویکتور هامر، به اشتراک گذاشت. اگرچه هامر در پذیرش گرستل در قیمومت لفلر کمک کرده بود و روابط آنها دوستانه بود، اما تعیین میزان نزدیکی این دو مرد به دلیل عدم ارتباط گرستل با دیگر هنرمندان دشوار است. گرستل صرف نظر از احساسات شخصی آنها، تا سال ۱۹۰۶ استودیوی خود را خریداری کرد.

## هنر
گرستل از پیشگامان اکسپرسیونیسم اتریش بود. نمایشگاهی از ۷ تا ۱۴ ژوئیه ۱۹۰۷ در آکادمی هنرهای زیبای وین تنها نمایشگاه شناخته شده از آثار وی است که در طول زندگی او رخ داده‌است. او به شدت با هنرهای معاصر، یعنی یوگنشتیل و گوستاو کلیمت مخالف بود و آن را رد کرد. او سال‌ها به عنوان یک هنرمند جوان متعلق به به اصطلاح دایره شوئنبرگ بود. مجاورت وی با آوانگارد وین قابل تقدیر بود.

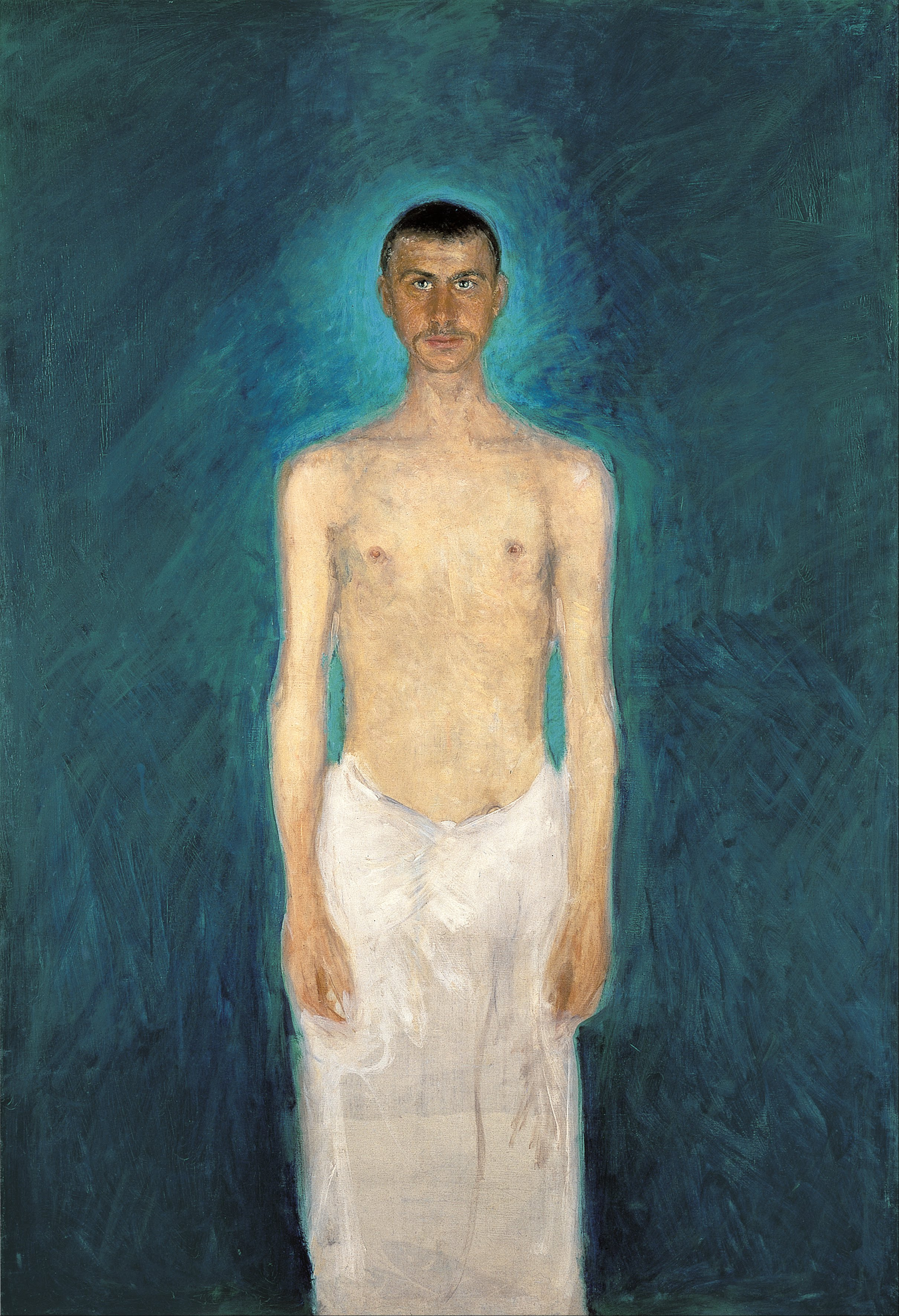
خودنگاره نیمه برهنه در پس زمینه آبی, ۱۹۰۴/۵, موزه لئوپولد

آثار او در اوایل دهه ۱۹۳۰ دوباره کشف شد و اهمیت آنها پس از ۱۹۴۵ شناخته شد. با این وجود، تا به امروز اطلاعات کمی از این نماینده اکسپرسیونیست‌های اتریشی در دست است. شصت نقاشی و ۸ نقاشی او، که بیشتر آنها در موزه لئوپولد و گالری کاخ بلودر هستند، موجود است.

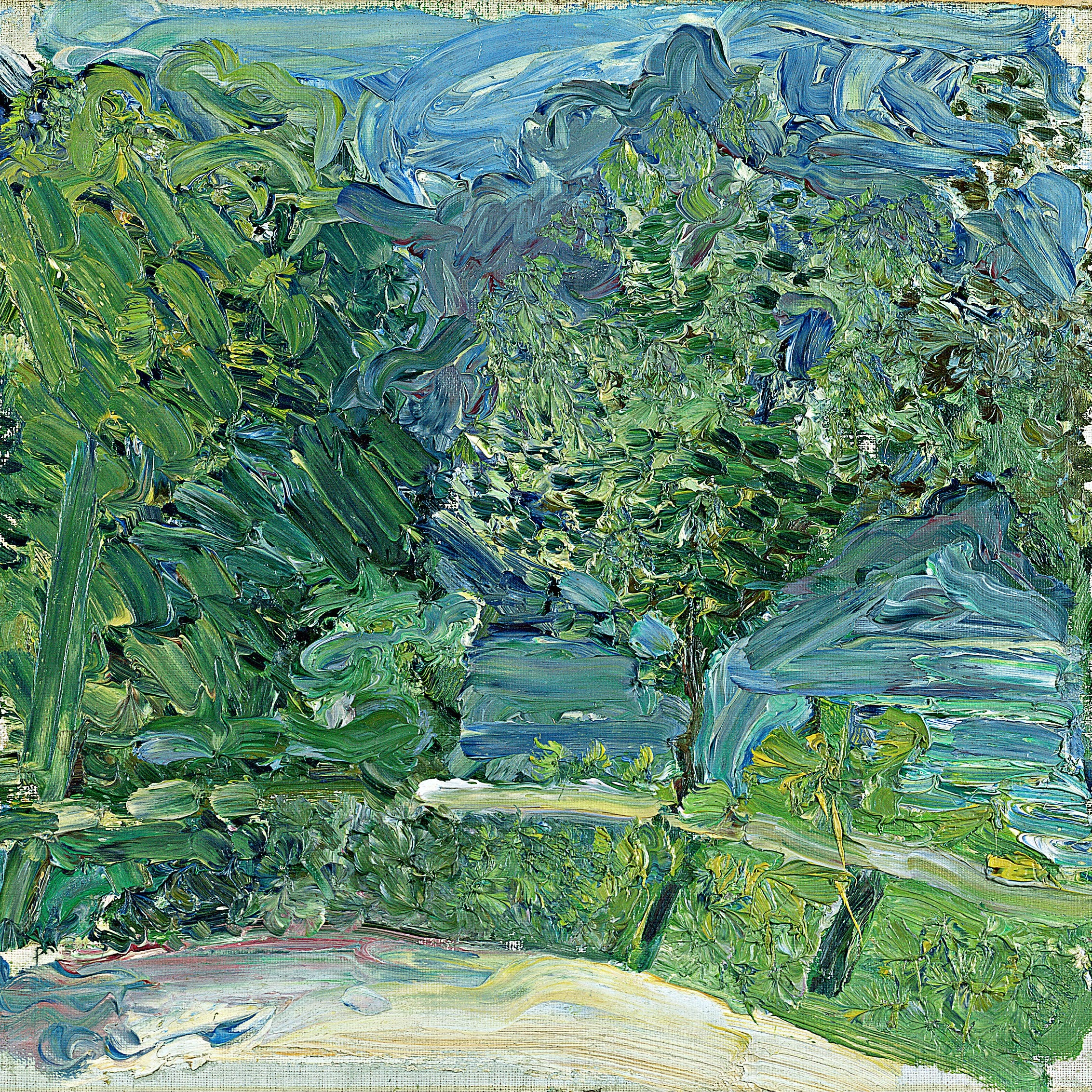
جاده کنار دریاچه در نزدیکی جیموندن, ۱۹۰۷

## آرنولد شونبرگ

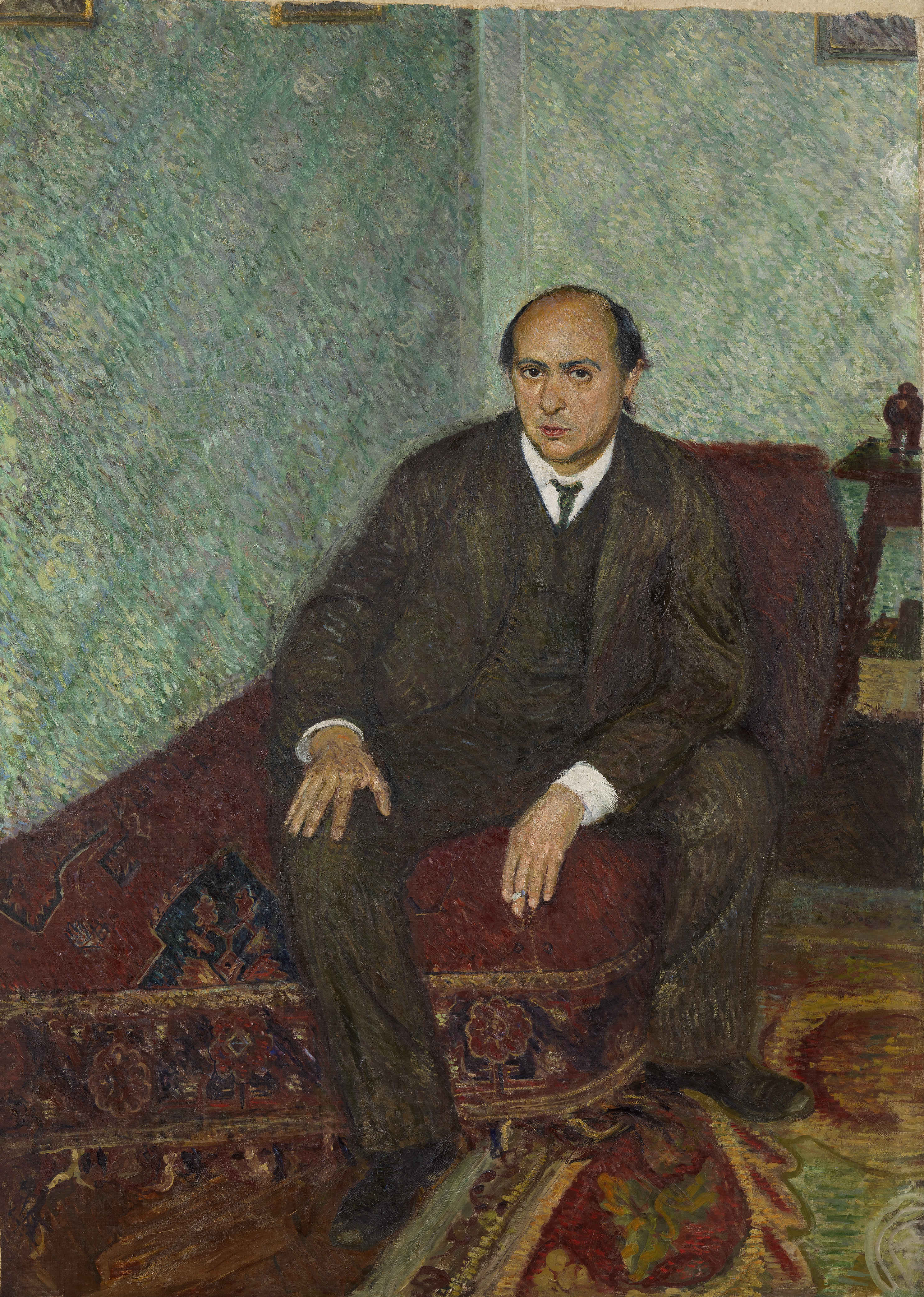
آرنولد شونبرگ توسط گرستل، موزه وین

گرستل گرچه با هنرمندان دیگر معاشرت نمی‌کرد، اما احساس می‌کرد به سمت موسیقی گرایش دارد. او خودش اغلب در کنسرت‌ها در وین شرکت می‌کرد. در حدود ۱۹۰۷، او شروع به ارتباط با آهنگسازان آرنولد شونبرگ و الکساندر فن تسملینسکی کرد که در آن زمان در یک ساختمان زندگی می‌کردند. گرستل و شونبرگ بر اساس استعدادهای فردی خود تحسین متقابل ایجاد کردند. گرستل ظاهراً به شونبرگ آموزش هنر می‌دهد.
در طول این مدت، گرستل به آپارتمانی در همان خانه نقل مکان کرد و چندین پرتره از شونبرگ، خانواده اش و دوستانش را نقاشی کرد. این پرتره‌ها همچنین شامل نقاشی‌هایی از همسر شونبرگ ماتیلده، آلبان برگ و زملینسکی بود. سران بسیاری سبک وی را اکسپرسیونیسم آلمانی پیش‌بینی می‌کرد و از پاستل در آثار اسکار کوکوشکا استفاده می‌کرد. گرستل و ماتیلده بسیار به هم نزدیک شدند و در تابستان ۱۹۰۸، همسر و فرزندان خود را ترک کرد تا با گرستل به وین سفر کنند. شونبرگ در حال سرودن کوارتت زهی دوم خود بود که به او تقدیم کرد. ماتیلده در ماه اکتبر به شوهرش پیوست.
گرستل که از دست دادن ماتیلده، انزوا از همکارانش و عدم پذیرش هنری اش ناراحت بود، در شب ۴ نوامبر ۱۹۰۸ وارد استودیوی خود شد و ظاهراً هر حرف و تکه کاغذی را که پیدا کرد سوزاند. گرچه بسیاری از نقاشی‌ها از آتش‌سوزی جان سالم به در بردند، اما اعتقاد بر این است که بخش زیادی از آثار هنری او و همچنین کاغذها و نامه‌های شخصی او از بین رفته‌است. به غیر از نقاشی‌های او، تنها ۸ نقاشی شناخته شده‌است که بدون آسیب باقی مانده‌اند. در پی سوزاندن اوراق خود، گرستل جلوی آینه استودیو خود را حلق آویز کرد و به نوعی موفق شد خودش را نیز با چاقو بزند.
این حادثه تأثیر قابل توجهی بر آرنولد شونبرگ داشت و «درام با موسیقی» او (یعنی اپرا) دست‌خوش شانس بر اساس این رویدادها است.
پس از خودکشی وی در سن بیست و پنج سالگی، خانواده او نقاشی‌های باقی مانده را از استودیو گرستل بیرون آوردند و در انبار ذخیره کردند تا اینکه برادرش آلویس در ۱۹۳۰ یا ۱۹۳۱ آنها را به دلال آثار هنری اتو کالیر نشان داد. کمی بعد، حضور نازی‌ها در اتریش مانع از استقبال بیشتر این هنرمند شد و تنها پس از جنگ بود که گرستل در ایالات متحده شناخته شد. شصت و شش نقاشی و هشت نقاشی منسوب به گرستل شناخته شده‌است، اگرچه ممکن است او بسیاری دیگر را خراب کرده یا بقیه در طول این سالها گم شده باشند.

## آثار منتخب

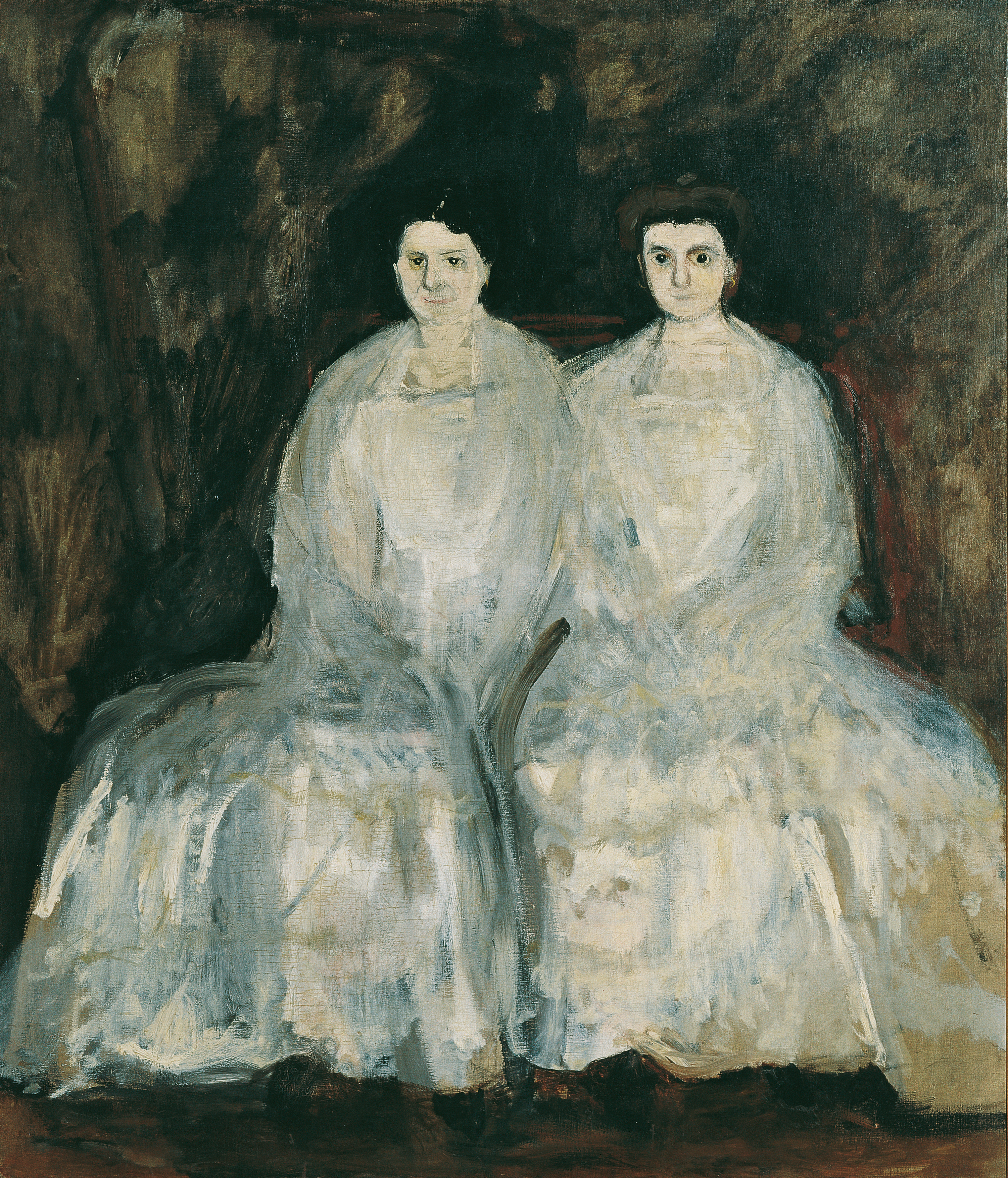
کارولین و پائولین فی ، ۱۹۰۵ ، گالری اتریش بلودر
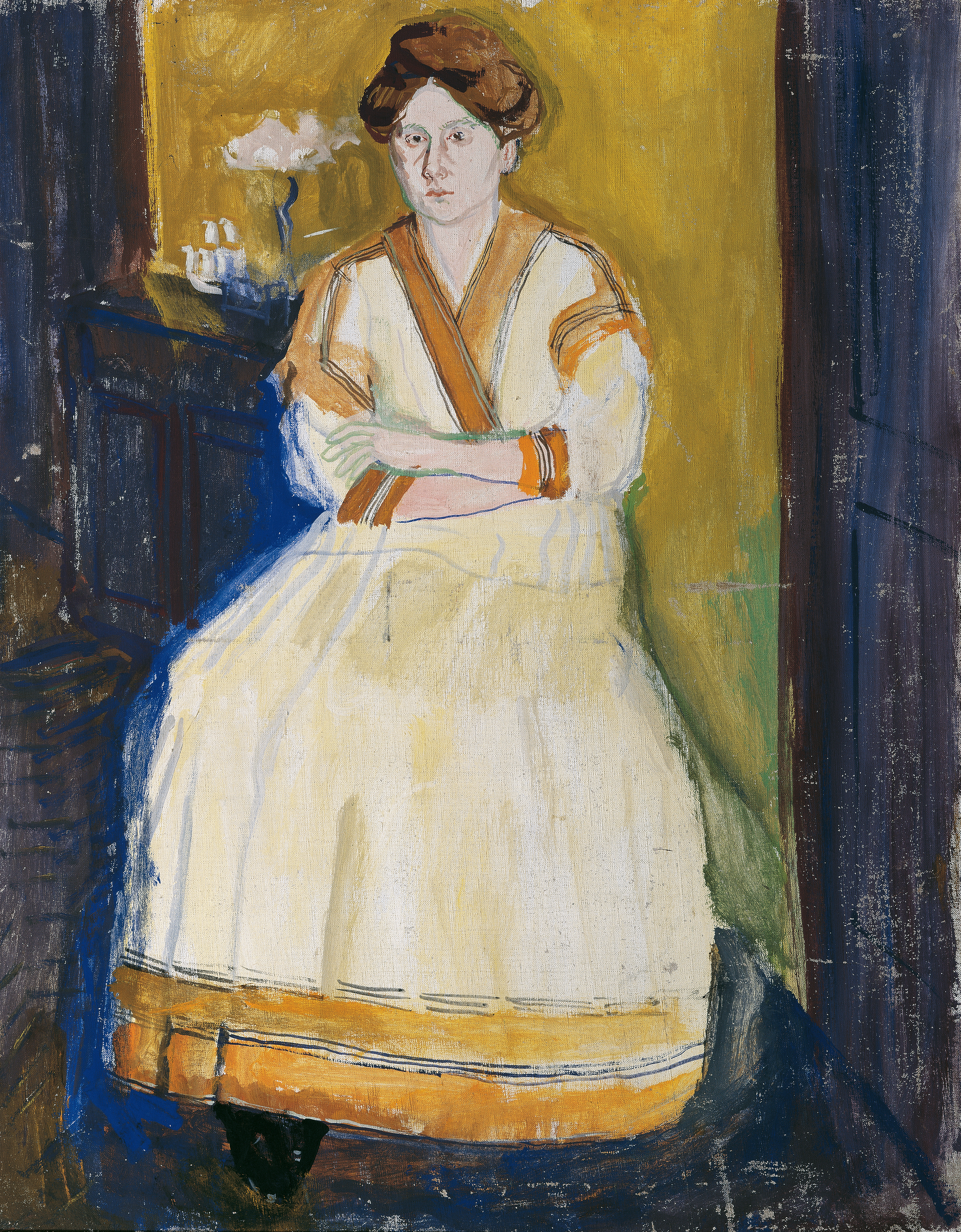
ماتیلده شونبرگ, ۱۹۰۷, نگارخانه کاخ بلودر
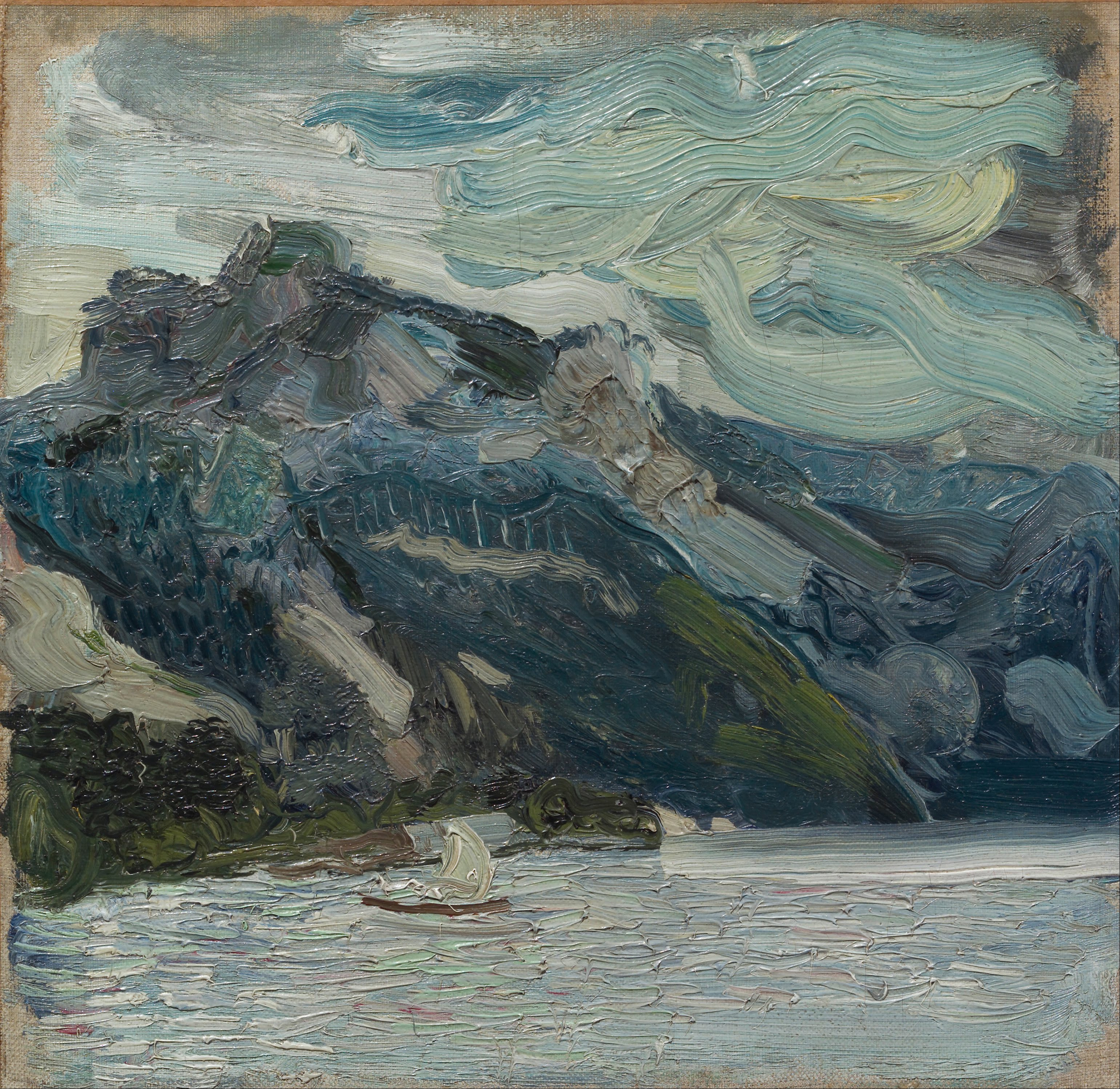
دریاچه تراون با زن یونانی خفته در کوه ، ۱۹۰۷ ، موزه لئوپولد
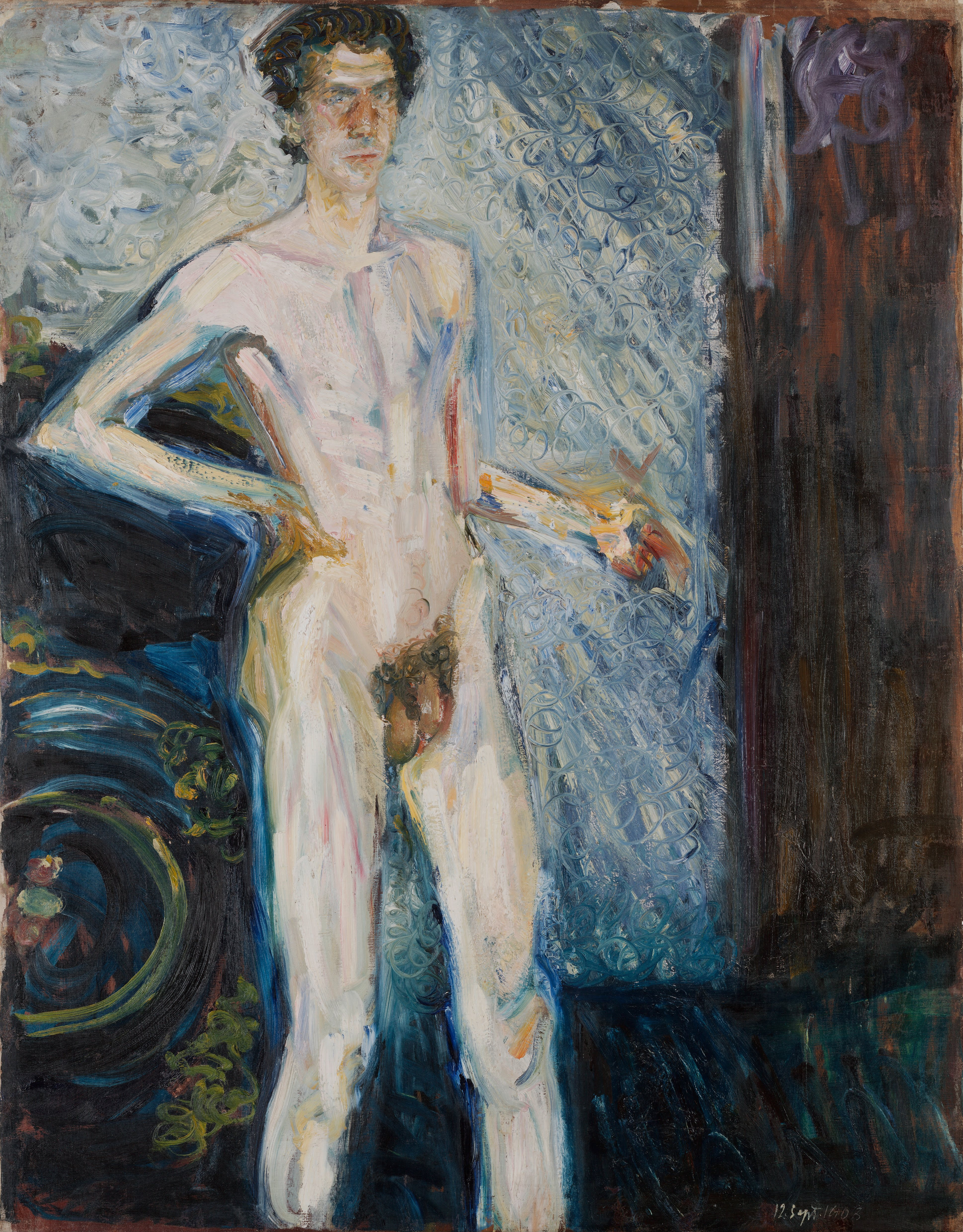
خودنگاره برهنه با پالت ، ۱۹۰۸ ، موزه لئوپولد
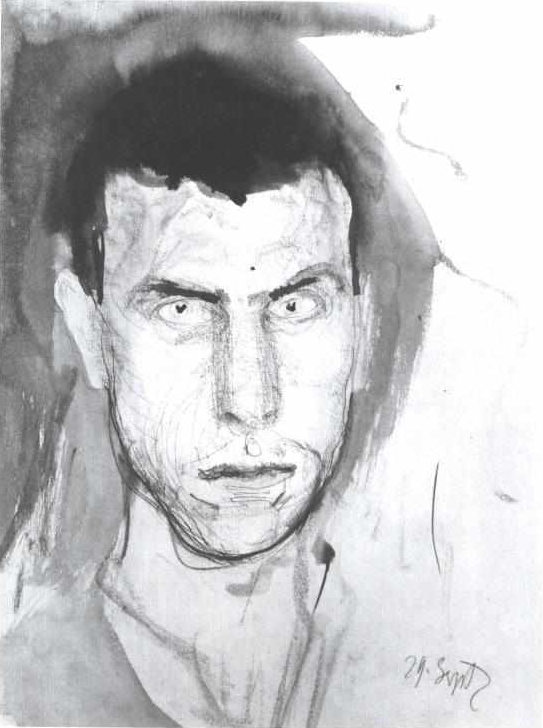
خودنگاره،  ۲۹ سپتامبر ۱۹۰۷ یا ۲۹ سپتامبر ۱۹۰۸
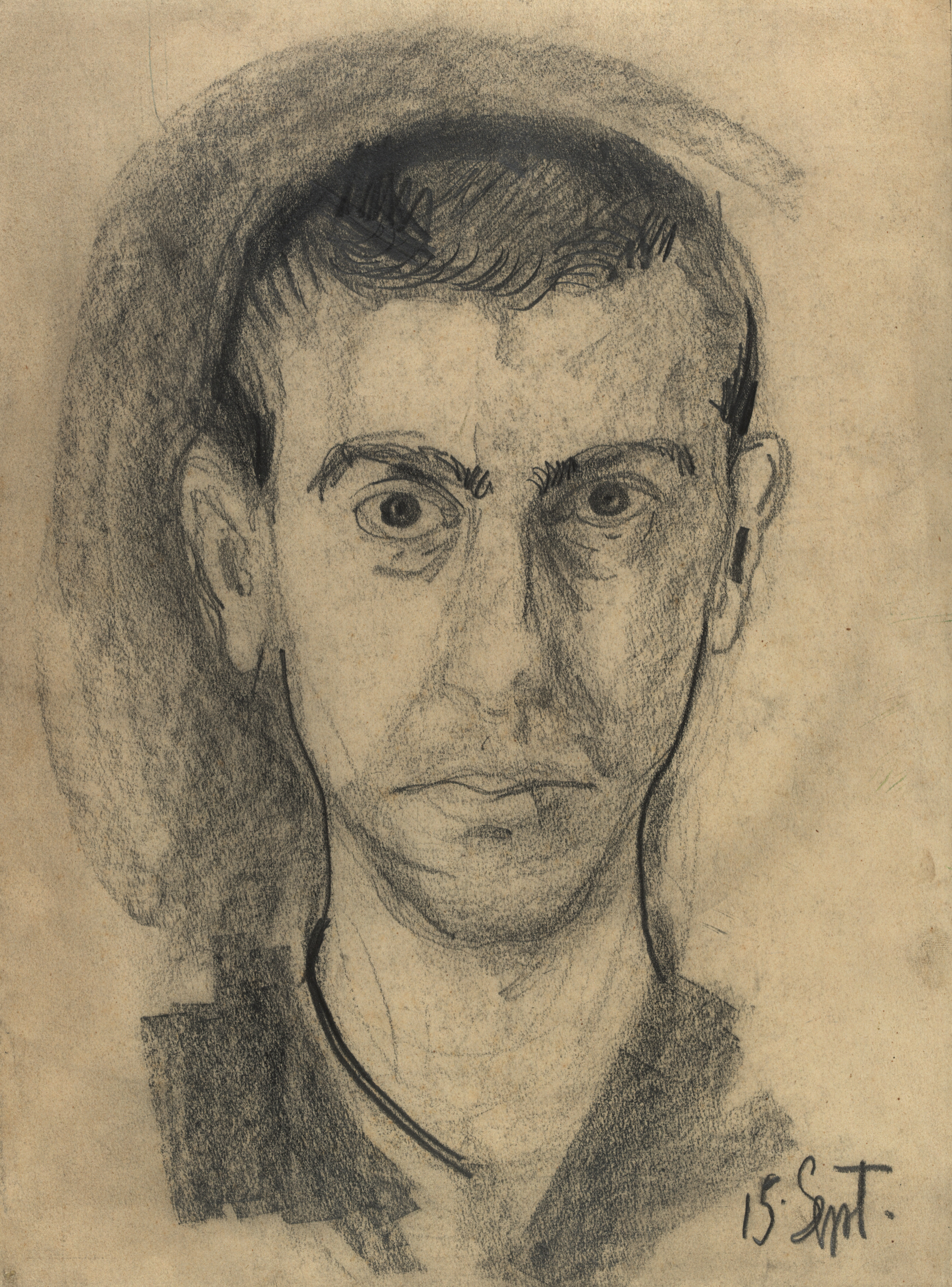
خودنگاره، ۱۵ سپتامبر ۱۹۰۷ یا ۱۵ سپتامبر ۱۹۰۸
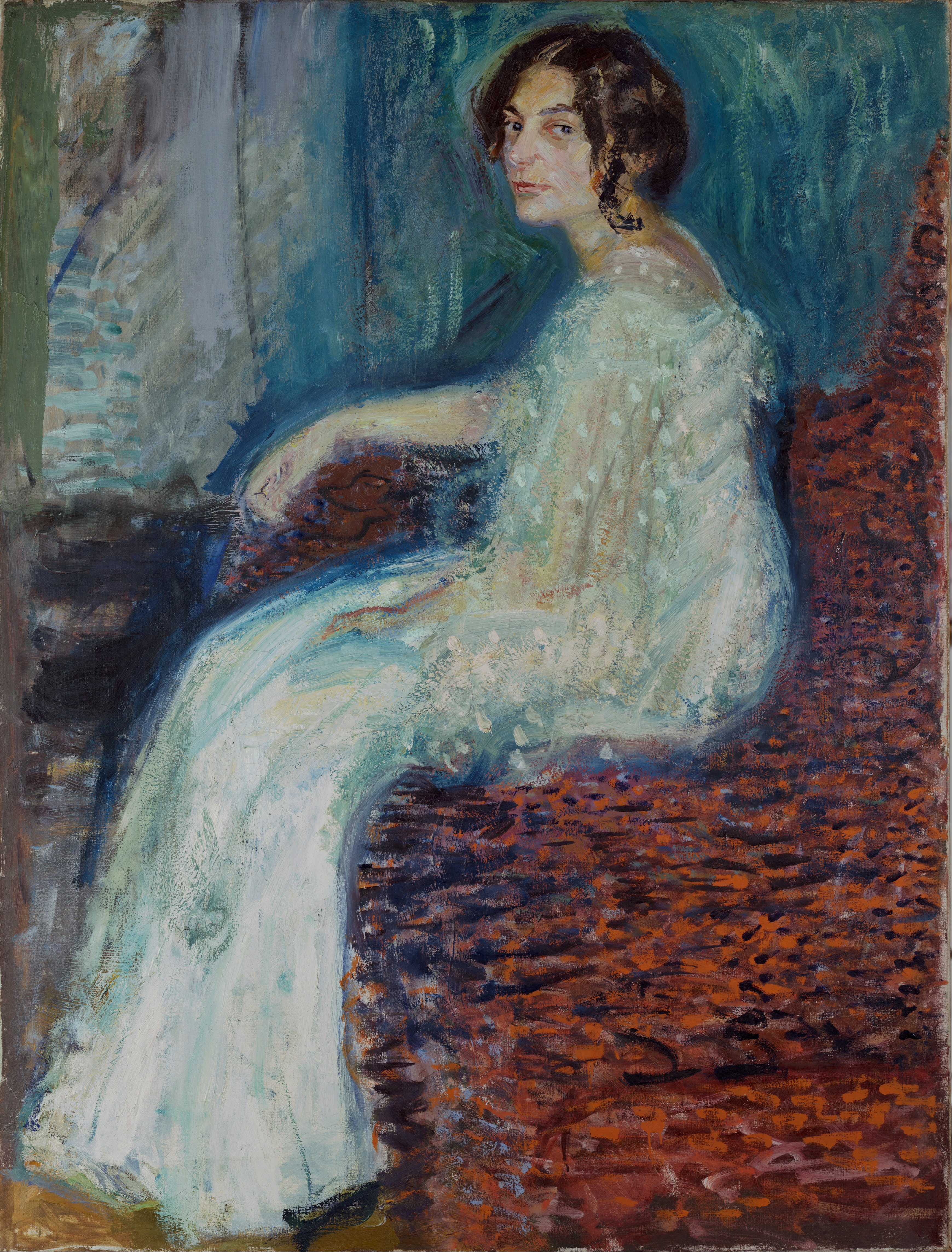
پرتره هانریکا کوهن ، ۱۹۰۸ ، موزه لئوپولد
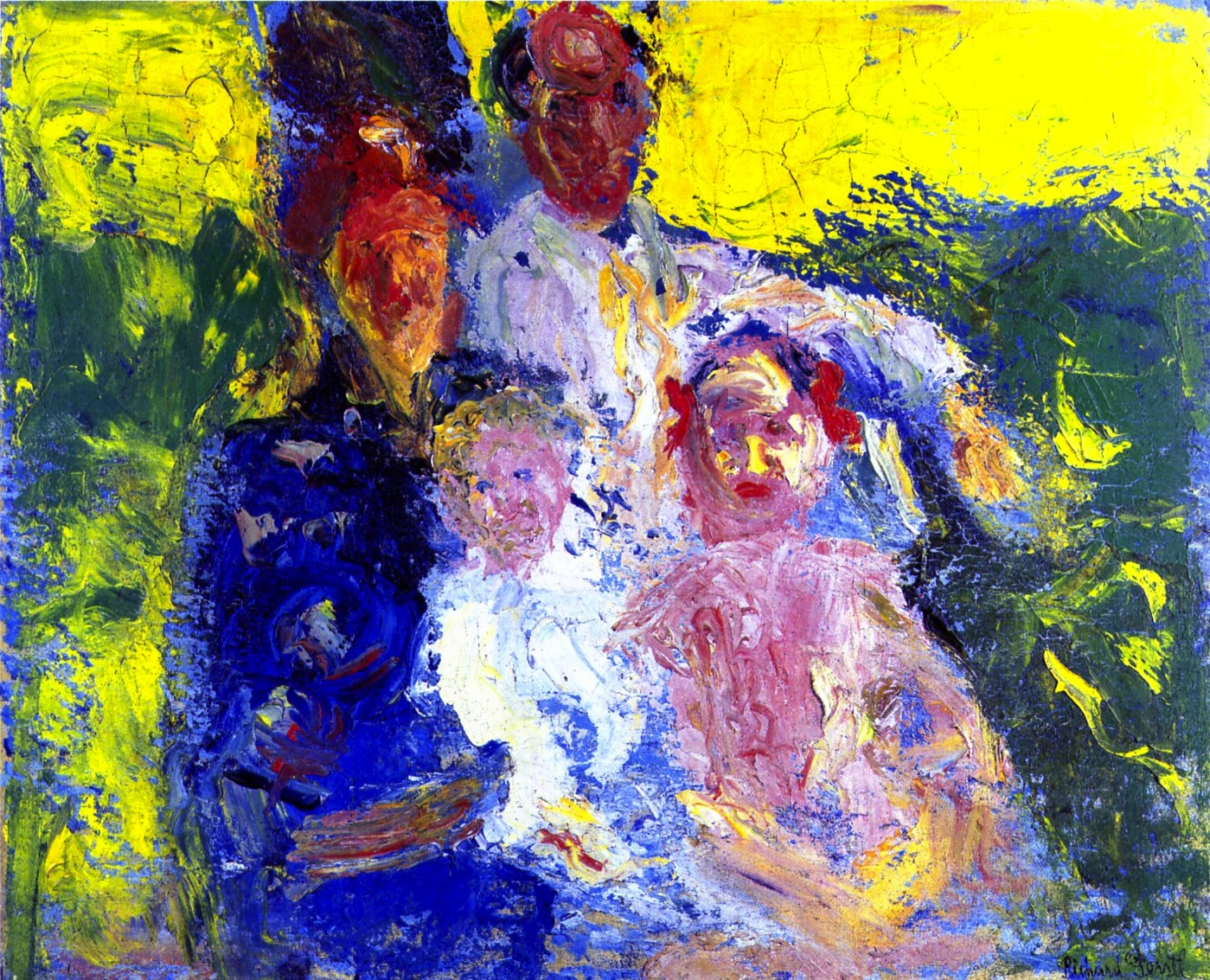
خانواده شونبرگ ، ۱۹۰۸ ، MUMOK ، بنیاد لودویگ